# Yamanashi
Yamanashi (山梨市 Yamanashi-shi?) es una ciudad que se encuentra en Yamanashi, en la zona central de la isla de Honshū, Japón.
Según datos de 2012, la ciudad tiene una población estimada de 36.192 habitantes y una densidad de 125 personas por km². El área total es de 289.87 km².
La ciudad fue fundada el 3 de noviembre de 1958.

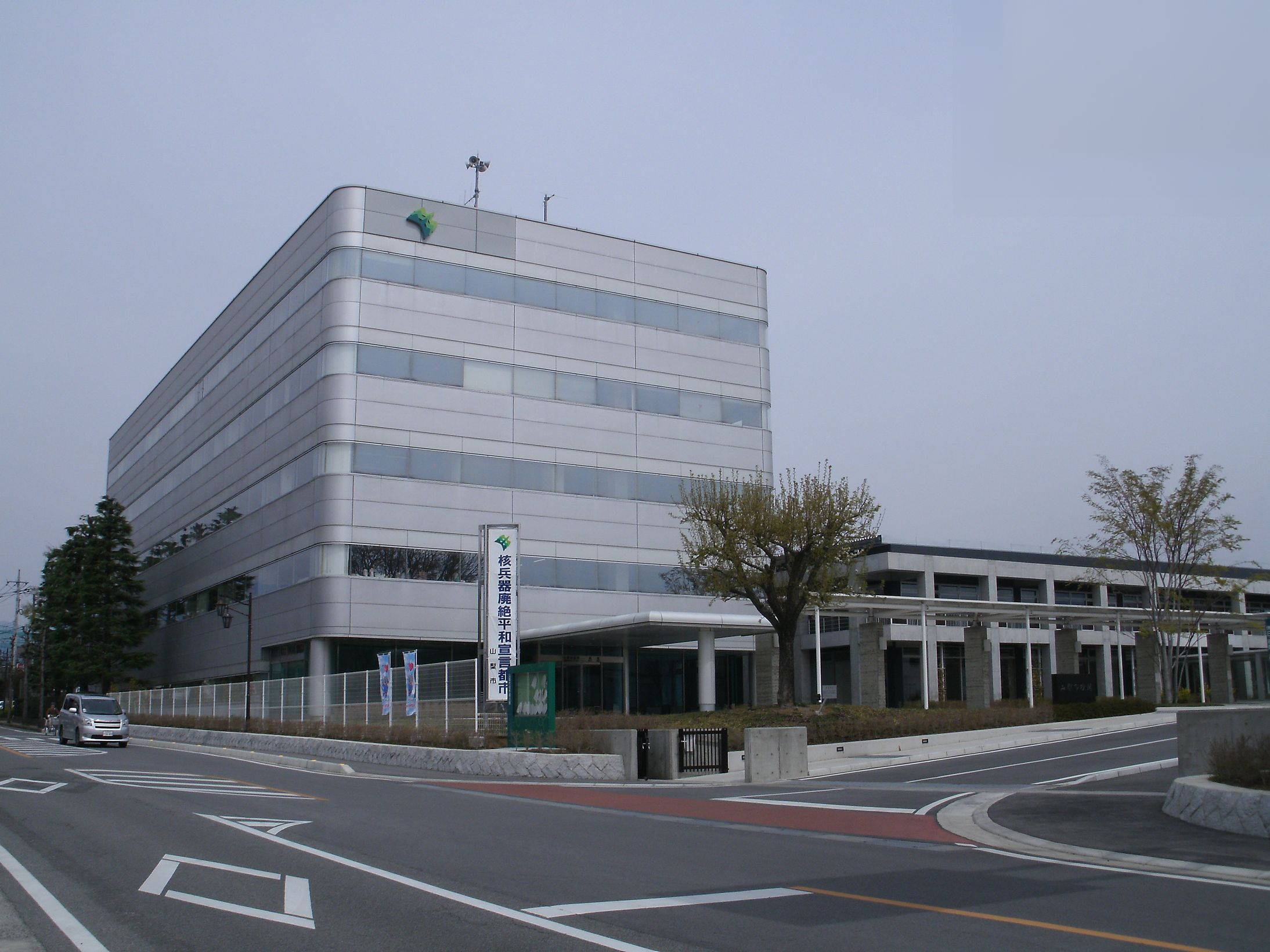
Ayuntamiento de Yamanashi.

## Geografía
Yamanashi City se encuentra en el centro norte de la prefectura de Yamanashi.

## Municipalidades vecinas
- Prefectura de Yamanashi
  - Fuefuki, Kōfu, Kōshū
- Prefectura de Saitama
  - Chichibu
- Prefectura de Nagano
  - Distrito de Minamisaku: Kawakami

## Historia
La población de Yamanashi fue fundada el 1 de julio de 1942, por la fusión de dos aldeas dentro de Distrito de Higashiyamanashi. Fue elevada a la categoría de ciudad el 1 de julio de 1954.
El 22 de marzo de 2005, Yamanashi absorbió la ciudad de Makioka, y el pueblo de Mitomi (ambos de Distrito de Higashiyamanashi).

## Transportes

### Tren
- Central Japan Railway Company - Chūō Main Line
  - Yamanashishi - Higashi-Yamanashi

### Autopistas
- "Japan National Route 140"
- "Japan National Route 411"

## Ciudades hermanas
- Sioux City, Iowa, Estados Unidos (6 de noviembre de 2003).
- Distrito de Xiaoshan, Hangzhou, Zhejiang, China (14 de octubre de 1993), (ciudad amistosa).

## Personas notables
- Jumbo Tsuruta – luchador profesional
- Tetsuya Matsumoto – jugador de béisbol profesional

## Atracciones locales
- Seihaku-ji – Templo budista
- Museo y jardín de la fruta de Yamanashi - Complejo de hoteles, museo, parque e invernadero.